# Onias Mupumha
Onias Mupumha  es un escultor de Zimbabue, nacido el 23 de febrero de 1978 en Rusape.
En 1997, tras finalizar sus estudios elementales se trasladó a Harare. Allí se instaló en casa de su tío el artista Richard Mupumha que le enseñó a tallar la piedra.
Pertenece al colectivo de escultores de Guruve, dedicados a recuperar las tradiciones de los Shona.
Es el ganador del NAMA 2008 (Premio al Mérito Nacional de las Artes), expedido por el Consejo Nacional de las Artes de Zimbabue.